# Anne-Marie Schleich
Anne-Marie Schleich (* 28. Juli 1951 in Saarlouis) ist eine deutsche Diplomatin, die von 2012 bis 2016 Botschafterin in Wellington war.

## Leben
Anne-Marie Schleich begann nach dem Abitur 1970 ein Studium der Politikwissenschaft, Soziologie sowie Anglistik und absolvierte zwischen 1972 und 1973 mit Unterstützung durch ein Fulbright-Stipendium einen Auslandsstudienaufenthalt am Mount Holyoke College in Massachusetts. Nach ihrer Rückkehr setzte sie ihr Studium an der Universität Mannheim fort und schloss dieses 1975 mit dem Staatsexamen ab. Danach ging sie erneut in die USA und war zunächst von 1976 bis 1977 Research Fellow an der University of North Carolina at Chapel Hill sowie danach Forschungsassistentin (Research Assistant) an der Harvard University.
1979 trat Anne-Marie Schleich in den Auswärtigen Dienst ein und fand nach dem zweijährigen Vorbereitungsdienst für den höheren auswärtigen Dienst sowie der Laufbahnprüfung zwischen 1981 und 1982 Verwendung in der Wirtschaftsabteilung des Auswärtigen Amts in Bonn. Während dieser Zeit legte sie 1982 an der Universität Mannheim auch ihre Promotion zum Dr. phil. mit einer Dissertation zum Thema Mechanismen der politischen Interessenvermittlung. Eine empirische Studie einkommenspolitischer Institutionen in den USA und der Bundesrepublik Deutschland ab.
Nach einer darauf folgenden Verwendung von 1982 bis 1985 als Referentin für Kultur und Presse an der Botschaft in Singapur sowie zwischen 1985 und 1988 als Referentin für Kultur und Presse an der Botschaft in Thailand war sie von 1988 bis 1995 Referentin in der Zentralabteilung des Auswärtigen Amtes. Daraufhin war sie zwischen 1995 und 1998 Leiterin des Wirtschaftsdienstes der Botschaft in Pakistan und von 1998 bis 2001 Referentin in der Außenpolitischen Abteilung des Bundeskanzleramtes.
Anne-Marie Schleich war zwischen 2001 und 2004 Leiterin des Arbeitsstabs für umwelt- und
biopolitische Fragen im Auswärtigen Amt und danach Leiterin des Kultur- und Bildungsreferates an der Botschaft in Großbritannien, ehe sie von 2008 bis 2012 Generalkonsulin und Leiterin des Generalkonsulates in Melbourne war.
Von 2012 bis 2016 war Anne-Marie Schleich Botschafterin in Neuseeland als Nachfolgerin von Thomas Hermann Meister. In dieser Funktion war sie auch als Botschafterin in Tonga, Samoa, Fidschi, Kiribati, Tuvalu und den Cookinseln akkreditiert sowie außerdem Generalkonsulin in Amerikanisch-Samoa.

## Veröffentlichungen
- Politische Eliten und Innovation : Materialien zur Rolle der Eliten im gesamtgesellschaftlichen Innovationsprozess, Bonn 1975
- Mechanismen der politischen Interessenvermittlung. Eine empirische Studie einkommenspolitischer Institutionen in den USA und der Bundesrepublik Deutschland, Dissertation (Universität Mannheim), 1982